# Zeetuin

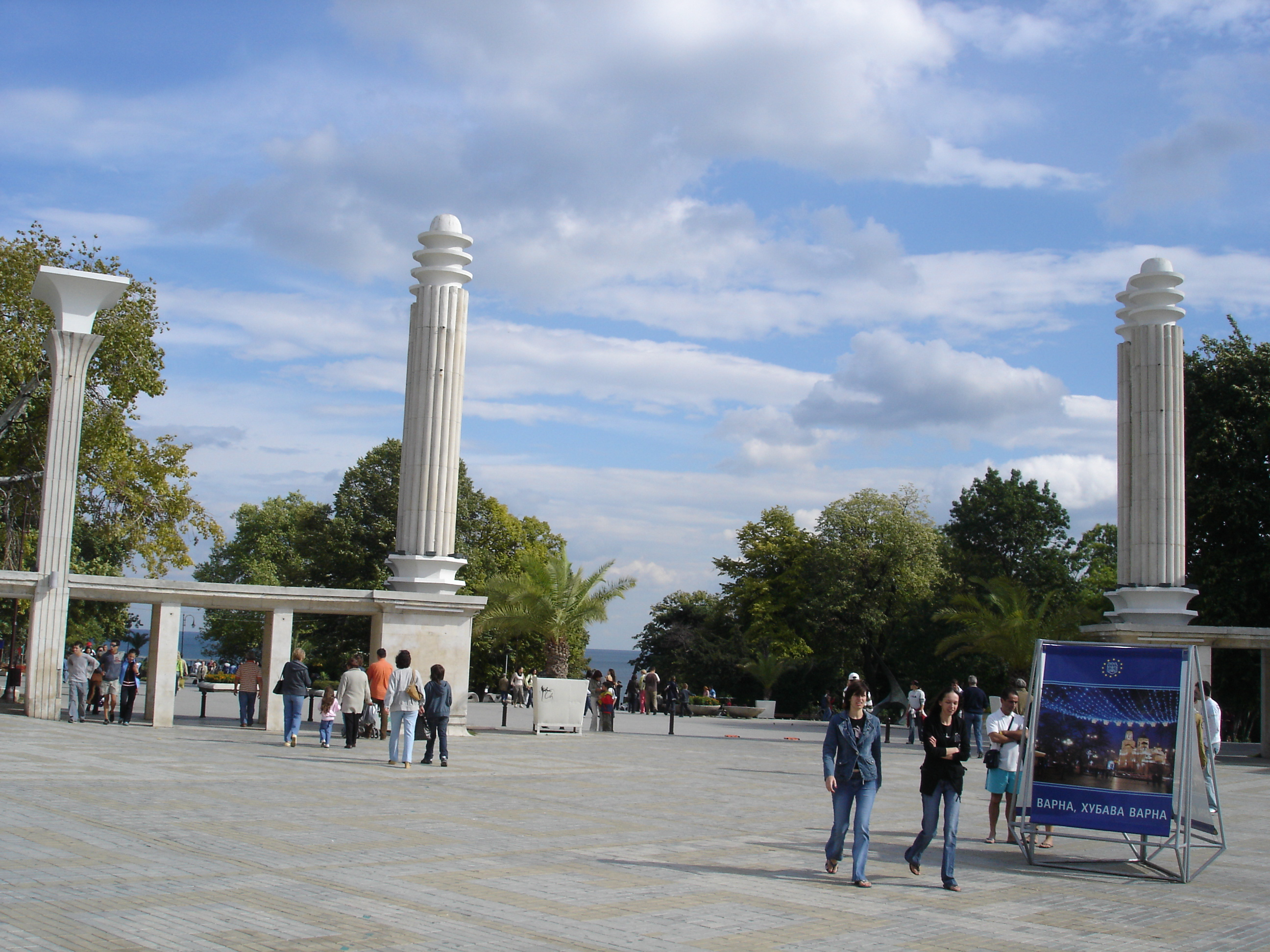
De centrale ingang

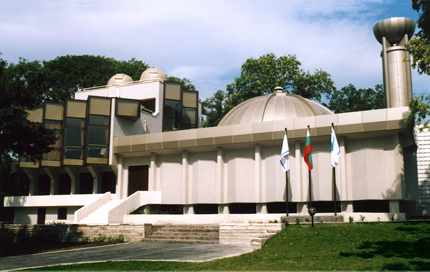
Varna Planetarium

De Zeetuin (Bulgaars: Морската градина) is het grootste park van Varna en dankt zijn naam aan het feit dat het net naast de Zwarte Zee gelegen is.
Het park werd aangelegd door Anton Novak en is één van de symbolen van de stad. In het noorden grenst het park aan de voormalige koninklijke residentie Evsinograd. Het park rond Evsinograd en Zeetuin zijn elk ongeveer 8,2 hectare groot. Het verschil tussen beide is dat het stadspark ongeveer een 500.000 bezoekers kent, waar Evsinograd enkel op aanvraag kan bezocht worden.
In het zuiden grenst het park aan de passagiersterminal van de Haven van Varna, waar er tegenwoordig een amusementspark gebouwd is voor de zomermaanden met vele bars en restaurants rondom. In het oosten grenst het aan de Zwarte Zee en aan de westelijke zijde aan de stad Varna.

## Geschiedenis
Tot het einde van de 19e eeuw was het een open plek, buiten de stadsgrenzen waar koeien graasden en wijn werd verbouwd.
In 1862 gaven lokale Ottomaanse leiders de opdracht een gebied van tien are klaar te maken voor de aanleg van een gemeentelijke moestuin (Belidieh bahça). Later werd er 4 are fruitbomen aan toegevoegd.
Na de bevrijding in 1881 stelde de toenmalige burgemeester van Varna, Mihail Colony, voor om een stadspark aan te leggen. Initieel werd dit idee met wantrouwen ontvangen. Vooral door het feit dat er voor het onderhoud weinig budget was voorzien. De burgemeester bleef het idee echter genegen en door zijn doorzettingsvermogen kwam het uiteindelijk tot een park van 26 are waarin 130 bomen werden geplant. De beroemde archeoloog Karel Schkorpil, woonachtig in Varna, nodigde op aandringen van het stadsbestuur de Tsjechische landschapsarchitect Anton Novak uit. Hij was bekend door zijn werk in de tuinen van het Schönbrunn en het Belvedere in Wenen. 

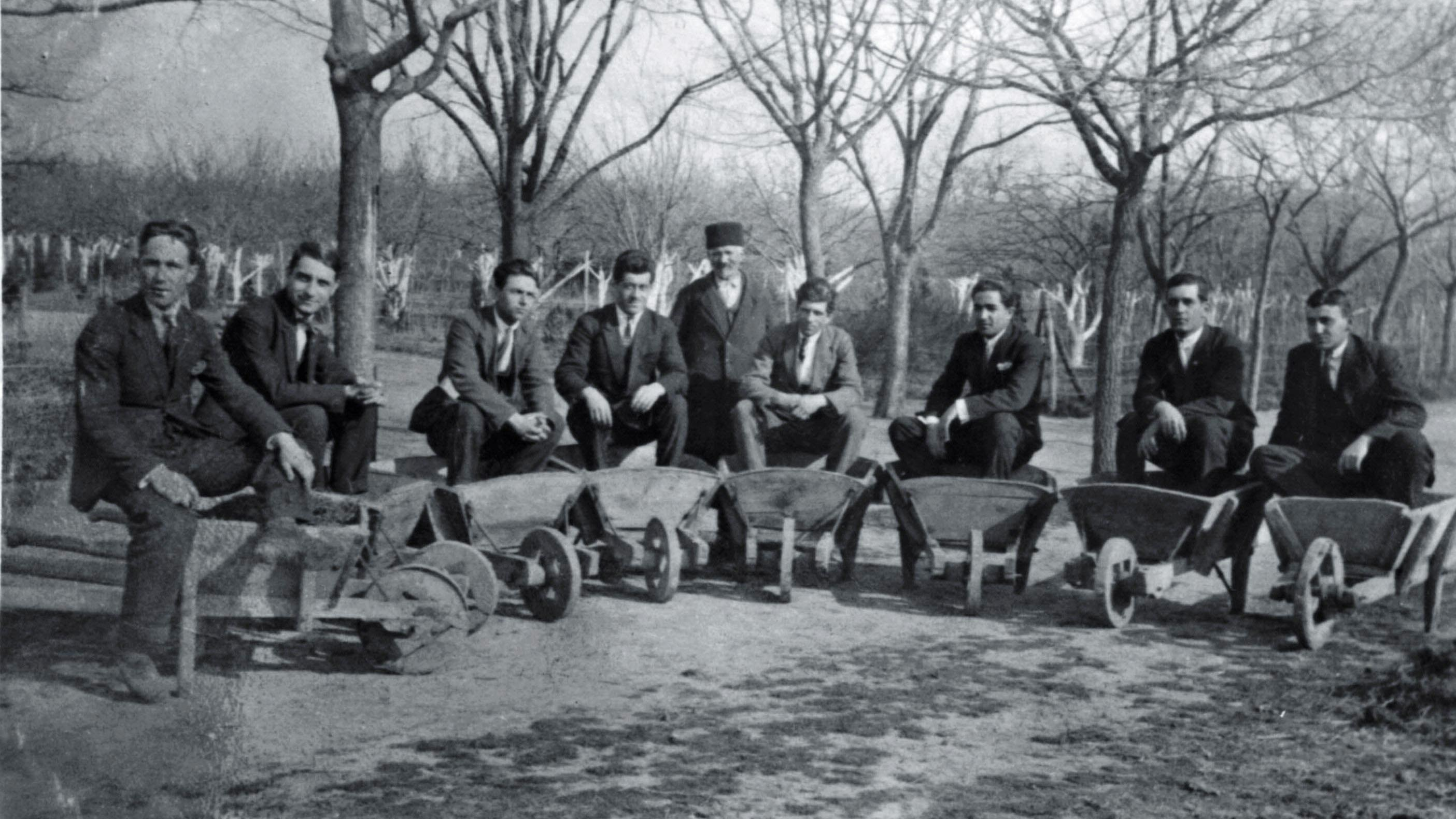
Eerste steenlegging van de Zeetuin, ca. 1920

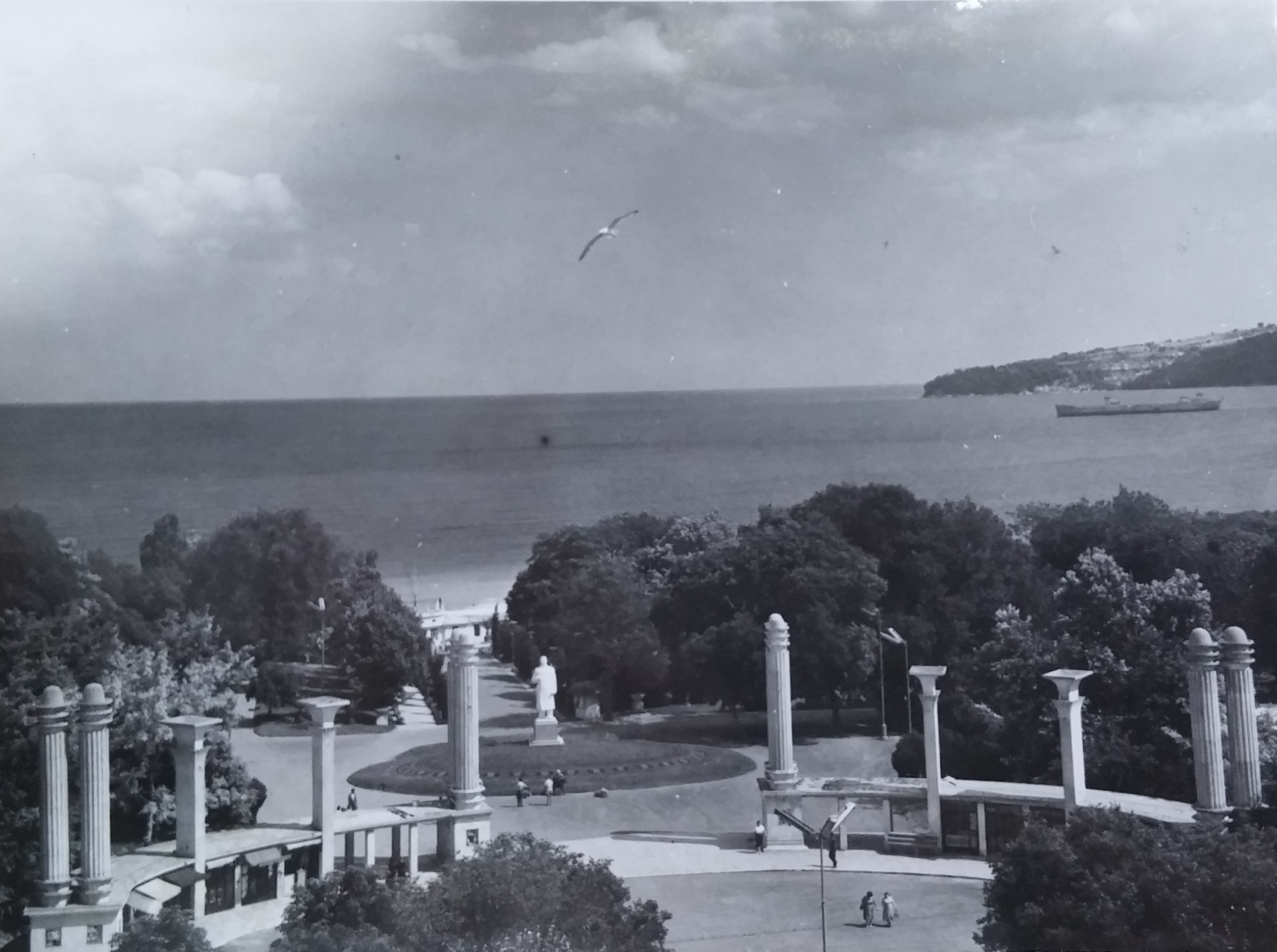
De ingang van het park, ca. 1950

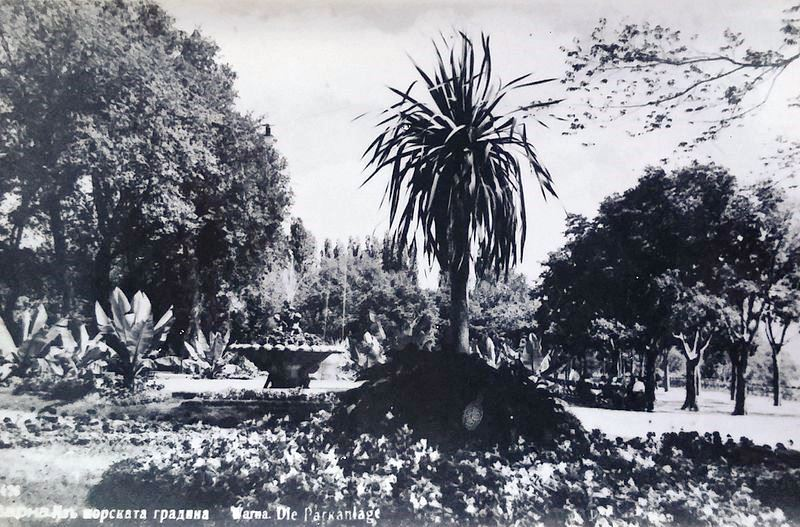
Het park in 1935.

Vanuit Bulgarije, Constantinopel en de Middellandse Zee werden de benodigde hout- en bloemsoorten aangeleverd. Hieronder zijn onder andere iep, linde, kastanje en es. In 1899 bouwde de stad een huis voor de architect, net naast de centrale ingang van het Primorski Park, vandaag het gebouw naast Radio Varna.
Op 7 maart 1897 besloot het stadsbestuur om naast de centrale ingang (op de plaats van het huidige "Casino") een waterval te bouwen. Geleidelijk aan groeide het park. Ook Varna ontwikkelde zich in deze periode, zijnde als een spa- en vakantiebestemming. Tussen 1912-1913 werden langs de wandelpaden verschillende fonteinen aangelegd en werd er voor verlichting gezorgd. In 1908 werd besloten om de Bulgaarse Revolutionairen te eren. Er werd een Galerij der Helden aangelegd met monumenten en bustes van onder anderen Christo Botev, Vasil Levski en Stefan Karadzja.
In 1906 begon de bouw van het aquarium. In de jaren vijftig werd het Maritiem Museum in het park geopend en in 1961 de Zoo van Varna, met Maxim de Beer als eerste inwoner. In 1968 volgde het planetarium met het enige voorbeeld in de Balkan van de slinger van Foucault.
Op het hoogste gedeelte van de Galerij der Helden werd een Pantheon gebouwd in typische sovjetstijl. Rond dit Pantheon kregen alle kosmonauten een herdenkingsplaat.